# Мацюк Орест Ярославович
О́рест-Не́стор Яросла́вович Мацю́к (24 червня 1932, Трускавець — 17 липня 1999, Львів) — український історик, архівіст і знавець філіграней — водяних знаків на папері, історик паперу, краєзнавець, доктор історичних наук, професор. Заслужений працівник культури України.

## Життєпис
Народився 24 червня 1932 р. у Трускавці в родині вчителів.
У 1956 закінчив економічний факультет Львівського сільськогосподарського інституту. У 1972 році закінчив Московський державний історико-архівний інститут. Знав кілька мов, вільно володів польською й німецькою, в архіві освоїв латину. Навчився палеографії, хронології, метрології, дипломатики. Був джерелознавцем, бібліографом, навчав тонкощів архівної справи молодших колег і дослідників.
Здійснюючи тематичне опрацювання фонду Галицького намісництва, написав тисячі карток, які й досі слугують дослідникам. Спільно з У. Єдлінською склав розгорнутий архівно-бібліографічний покажчик «Галицьке намісництво», брав участь у підготовці численних збірників документів: «Першодрукар Іван Федоров і його послідовники на Україні», «Селянський рух на Україні», «Історія Львова» та інші. Написав десятки оглядів документів, сотні архівних довідок, краєзнавчих статей…"
Саме Орест Мацюк знайшов документи, що підтверджують наявність друкарень у дофедорівський період і на інших землях України.
Науковий ступінь доктора історичних наук отримав без попереднього захисту кандидатської дисертації — за монографію «Історія українського паперу».
У 1960—1990-х роках — архіваріус, молодший і старший науковий співробітник, заступник директора, заввідділу інформації, публікації і використання документів Центрального державного історичного архіву м. Львова. Професор кафедри давньої історії України та спеціальних історичних дисциплін Львівського державного Університету, директор Центрального державного архіву в м. Львові (з 1991 року), діяч, ім'я якого було відоме широким колам істориків, архівістів, спеціалістів різноманітних допоміжних історичних наук країн Європи та поза нею.
Орест Мацюк був автором сімох монографій та понад 200 статей, що друкувалися в наукових журналах, збірниках багатьох країн, автором книги Замки і фортеці західної України (історичні мандрівки). «Орест Мацюк — справжній патріот своєї держави, вірний син українського народу, своїми дослідженнями і науковими відкриттями творив міцний фундамент під історію нашої Батьківщини.» Результатом численних експедицій та архівних досліджень стала унікальна картотека з описами кількох тисяч об'єктів оборонного зодчества. В цілому робота у випадку публікації могла б скласти 7-8 томів
Помер 17 липня 1999 року у Львові, похований на Личаківському цвинтарі.

## Громадська діяльність
- Засновник та голова Товариства прихильників фортець і палаців
- Член міжнародного товариства фортифікацій
- Член Наукового товариства ім. Шевченка
- Голова відділення товариства «Знання» у місті Львові та Львівській області
- Член правління Товариства охорони пам'яток історії та культури
- Учасник роботи Міжнародного товариства істориків паперу
- Експерт Національної комісії з питань повернення в Україну культурних цінностей
- Член комісії ВР України з міжконфесійних справ
- Голова комісії Львівської міської ради з перейменування вулиць
- Експерт з питань збереження Личаківського цвинтаря

## Доробок
- Водяні знаки деяких українських папірень XVI — початку XX ст. // Науково-інформаційний бюлетень Архівного управління УРСР. — 1964, № 1.
- Архівні документи — важливе джерело до вивчення життя і діяльності Івана Федорова: До 400-річчя книгодрукування // Науково-інформаційний бюлетень Архівного управління УРСР. — 1964, № 2.
- Водяні знаки на папері друків Івана Федорова // Науково-інформаційний бюлетень Архівного управління УРСР. — 1964. — № 3.
- Матеріали з історії України в бібліотеках і архівах Варшави // Архіви України. — 1966. — № 2.
- З архівних джерел: Як обирали до парламенту // ЛУ. — 1966. — № 41 (у співавт.).
- Чи було книгодрукування на Україні до Івана Федорова // Вісник Книжкової палати. 2014. № 1. — Надруковано за виданням: Архіви України. — 1968. — № 2 (88).
- Філіграні архівних документів України XVIII–ХХ ст.: Альбом. — Київ, 1992.
- Архівні документи з історичного краєзнавства. В кн.: Історичне краєзнавство і національне виховання: Матеріали науково-практичної конференції. — Львів, 1994.
- Історія українського паперу. — Київ, 1994.
- Історія паперу як спеціальна історична дисципліна. В кн.: Студії з архівної справи та документознавства. — Т. 3. — К., 1996.
- Нове слово в українській історичній науці. В кн.: Студії з архівної справи та документознавства. — Т. 2. — К., 1997.
- Запаско Я., Мацюк О., Стасенко В. Початки українського друкарства. — Львів, 2000. — 222 с.
- Мацюк О. Замки і фортеці Західної України (історичні мандрівки). — 1997, 2005 та 2009.
- Запаско Я., Мацюк О. Львівські стародруки: Книгознавчий нарис. — Львів, 1983. — 175 с.
- Мацюк О. Папір та філіграні на українських землях. — Київ, 1974.
- Мацюк О. Новые документы о типографе С. Соболе // Фёдоровские чтения, 1973. — М., 1976.
- Мацюк О. Твердині Рогатинщини // Збірка матеріалів конференції «Рогатинська Земля: історія та сучасність», Рогатин, 26–27 березня 1999 р.
- В кн.: Історичне краєзнавство і національне виховання: Матеріали науково-практичної конференції. — Львів, 1994; Історія українського паперу. — К., 1994; Історія паперу як спеціальна історична дисципліна.
- В кн.: Студії з архівної справи та документознавства. — Т. 3. — К., 1996; Нове слово в українській історичній науці.
- В кн.: Студії з архівної справи та документознавства. — Т. 2. — К., 1997; Фонды Центрального государственного исторического архива Украины во Львове как часть общего архивного наследия стран Центральной и Восточной Европы.
- В кн.: The common archival Heritage of States and Nations of Central and Eastern Europe: Materials of the international Conference, Golawice, October 22–24, 1997. Warsawa, 1998.